# Пайперс, Арно
Арно Пайперс (нидерл. Arno Pijpers, МФА: [ˈɑrnoː ˈpɛipərs]; полное имя Арнолдюс Дик Пайперс (нидерл. Arnoldus Dick Pijpers); род. 21 апреля 1959, Роттердам) — нидерландский футболист, футбольный тренер и функционер.

## Тренерская карьера
В бытность игроком выступал за «Фейеноорд» и «Папендрехт». Работал в футбольной ассоциации Нидерландов, позже возглавил сборную Эстонии и таллинский клуб «Флора». Во главе «Флоры» стал трёхкратным чемпионом (2001, 2002, 2003) и двукратным обладателем Суперкубка (2002, 2003) Эстонии. После окончания контракта недолго работал техническим директором в нидерландском клубе «Утрехт».
С 2005 года жил и работал в Казахстане, возглавляя сборную этой страны. В 2006 году Пайперс возглавлял клуб «Женис» и привёл его к чемпионству. В конце 2007 года продлил контракт с Федерацией футбола Казахстана на два года. В 2008 году Арно был уволен с поста главного тренера сборной из-за отсутствия результата, на место Пайперса был приглашён немецкий тренер Бернд Шторк.
С конца 2008 года по февраль 2010 года работал в клубе «Зенит» из Санкт-Петербурга на должности руководителя молодёжного департамента.
В конце 2008 года был награждён Орденом Креста земли Марии — высшей государственной наградой Эстонии для иностранцев, имеющих заслуги перед страной.
27 февраля 2010 года возглавил «Виллем II». 23 апреля 2010 года Пайперс покинул пост тренера клуба «Виллем II» по причине ухудшения здоровья.
С лета 2013 года тренировал с братом казахстанский клуб «Тараз», но в итоге команда осенью заняла 10 место в шаге от вылета из премьер-лиги. А в первом круге сезона 2014 заняла предпоследнее 11 место. Пайперс был уволен с выплатой неустойки. В начале января 2017 года назначен на должность главного тренера эстонского клуба «Флора», а в декабре покинул клуб.

## Семья
Женат, супругу зовут Карла. Есть дочь Райанна (род. 1986) и сын Джэф (род. 1988).

## Достижения

### Личные
Лучший тренер года в Премиум лиге (Эстония) (1): 2017

## Награды
- Орден Креста земли Марии 4-я степень ( Эстония, 2008)[9][10]